# Villacampa
Villacampa est un village de la province de Huesca, situé à environ douze kilomètres au sud-est de la ville de Sabiñánigo, dans la Guarguera. Le village habité le plus proche est Gillué, à deux kilomètres au sud-est. Il comptait plus de 30 habitants au début du XXe siècle, mais est inhabité depuis la fin des années 1950. L'église, construite au XVIIe siècle, est dédiée à saint Jean-Baptiste. L'autre édifice remarquable du village est une tour de défense du XIe siècle.
Le patronyme Villacampa correspond aussi à une marque de skis en bois fabriqués dans les Pyrénées françaises.